# Vagn Nielsen
Vagn Nielsen (19 de noviembre de 1955) es un deportista danés que compitió en remo. Ganó cinco medallas en el Campeonato Mundial de Remo entre los años 1983 y 1990.

## Palmarés internacional
| Campeonato Mundial | Campeonato Mundial       | Campeonato Mundial | Campeonato Mundial        |
| Año                | Lugar                    | Medalla            | Prueba                    |
| ------------------ | ------------------------ | ------------------ | ------------------------- |
| 1983               | Duisburgo (RFA)          | Medalla de bronce  | Cuatro sin timonel ligero |
| 1986               | Nottingham (Reino Unido) | Medalla de bronce  | Ocho con timonel ligero   |
| 1988               | Milán (Italia)           | Medalla de bronce  | Ocho con timonel ligero   |
| 1989               | Bled (Yugoslavia)        | Medalla de plata   | Ocho con timonel ligero   |
| 1990               | Tasmania (Australia)     | Medalla de plata   | Ocho con timonel ligero   |